# Krivo Brdo
Krivo Brdo je naselje v Občini Gorenja vas - Poljane.